# École nationale supérieure des officiers de sapeurs-pompiers
« ENSOSP » redirige ici. Ne pas confondre avec École nationale supérieure des officiers de police.
L’École nationale supérieure des officiers de sapeurs-pompiers (ENSOSP), fondée en 1978 par Christian Bonnet alors ministre de l'Intérieur, est l'unique école de formation des officiers de sapeurs-pompiers en France. Elle forme aujourd'hui des officiers en formation initiale au grade de Lieutenant et de Capitaine, et offre des formations internes ainsi que de spécialisations à l'ensemble des pompiers.
Implantée sur son site historique de Nainville-les-Roches jusqu'en 2004, elle est déplacée sur le campus actuel d'Aix-en-Provence et dispose de locaux à Vitrolles et à Paris pour y dispenser des formations particulières.
L’École nationale supérieure des sapeurs-pompiers (ENSSP) est créée en 1977 par Christian Bonnet, ministre de l’intérieur. Implantée à Nainville-les-Roches dans l’Essonne, elle ouvre ses portes début janvier 1979. Elle a pour devise :« Cultiver le passé, enfanter l'avenir, tel est notre présent ». En tant qu'établissement public administratif à part entière, elle est placée sous la tutelle du ministère chargée de la sécurité civile,.
L'ENSOSP recrute aujourd'hui principalement par la voie du concours de lieutenant (accessible à partir d'un BAC+2) et du concours de capitaine (accessible à partir d'un BAC+3).

## Missions
Les missions de l’ENSOSP sont :
- la mise en œuvre de la formation initiale et continue des officiers de sapeurs-pompiers (professionnels et volontaires)
- l’organisation, en matière d’incendie et de secours, de formations destinées notamment aux élus, aux fonctionnaires, aux cadres des entreprises et aux experts français ou étrangers
- l’animation du réseau des écoles de sapeurs-pompiers, et notamment la coordination, en liaison avec les préfets de zone, des formations, des recherches et des actions de coopération assurées par ces écoles
- la recherche, les études, l’évaluation, la prospective, la veille technologique ainsi que la diffusion de l’information y afférente dans les domaines relevant du champ de compétence des services départementaux d’incendie et de secours
- le développement d’actions de coopération internationale, notamment en matière de formation et de recherche, dans ses champs de compétence.

## Fonctionnement

### Site d'Aix-en-Provence
Le site principal depuis la fermeture de Nainville-les-Roches le 28 juin 2007, est Aix-en-Provence.
C'est une partie de la base aérienne 114 d'Aix-Les Milles qui a été mis à disposition de l'Ensosp pour y construire ses nouveaux locaux. Depuis 2004 le site est occupé et les premières formations furent dispensées dans des locaux provisoires. Les nouveaux locaux de cette école, pensée comme un véritable campus, sont occupées depuis 2010.

L'Ensosp dispose de sept bâtiments à usage d'habitation, offrant une capacité de 500 studios individuels pour l'accueil des élèves, des stagiaires et des formateurs. Une bibliothèque spécialisée, le Centre de ressources et de documentation propose plus de 20.000 références dans le domaine de la sécurité civile.

### Site de Vitrolles

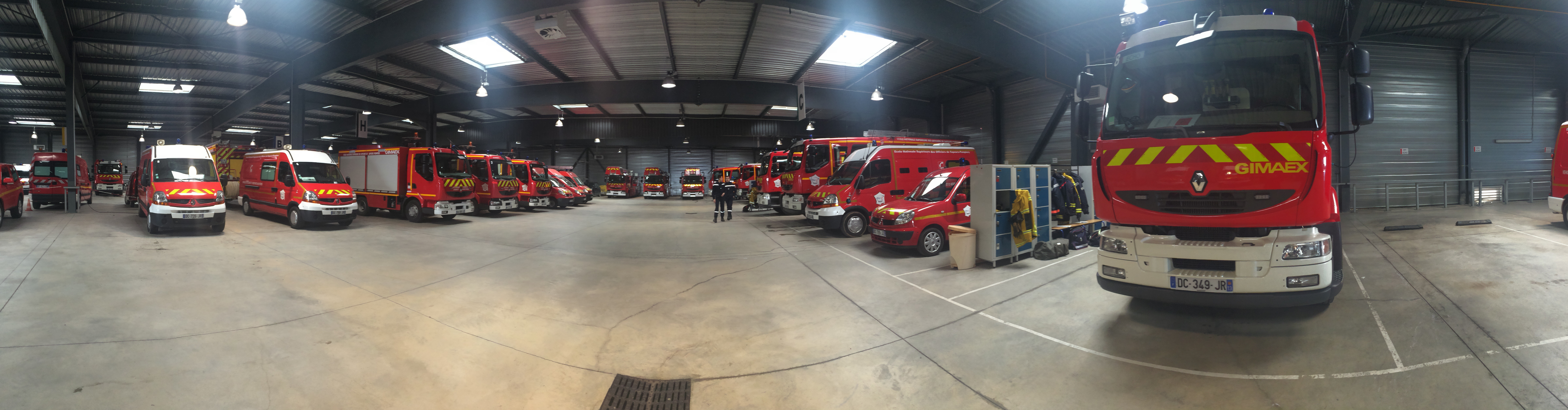
Remise du plateau technique de Vitrolles, 2016).

Parallèlement, le site de Vitrolles reçoit, sur une surface de 23 hectares, le plateau technique de cette école.
À l'entrée, une remise de 82 véhicules incendie et secours (dont 5 échelles et 16 fourgons) est divisée en huit centre de secours qui disposent chacun de deux fourgons, d'une ambulance et d'un véhicule chef de groupe.
Ces ateliers permettent la mise en œuvre simultanée de six exercices dans laquelle le chef de groupe apporte une vraie valeur ajoutée à l’intervention. L'emploi de trois à cinq véhicules par manœuvre est nécessaire.

#### Zone urbaine
La zone urbaine a été conçue de manière à reproduire un maximum de scénarios d’intervention en milieu urbain. La modularité des façades (magasins, appartements, éclairage public, réseaux de gaz, etc.) et des intérieurs (appartements modulables) permet une variété de scénarios dont la limite est celle de l’imagination des formateurs. Elle intègre 2 ateliers immeubles R+4, 4 ateliers «centre urbain» (dont 3 avec feux et sauvetages sur bâtiment R+3 et 1 dans un bâtiment avec station service), 1 atelier «périurbain» avec un bâtiment R+1 et un magasin.

#### Zone routière

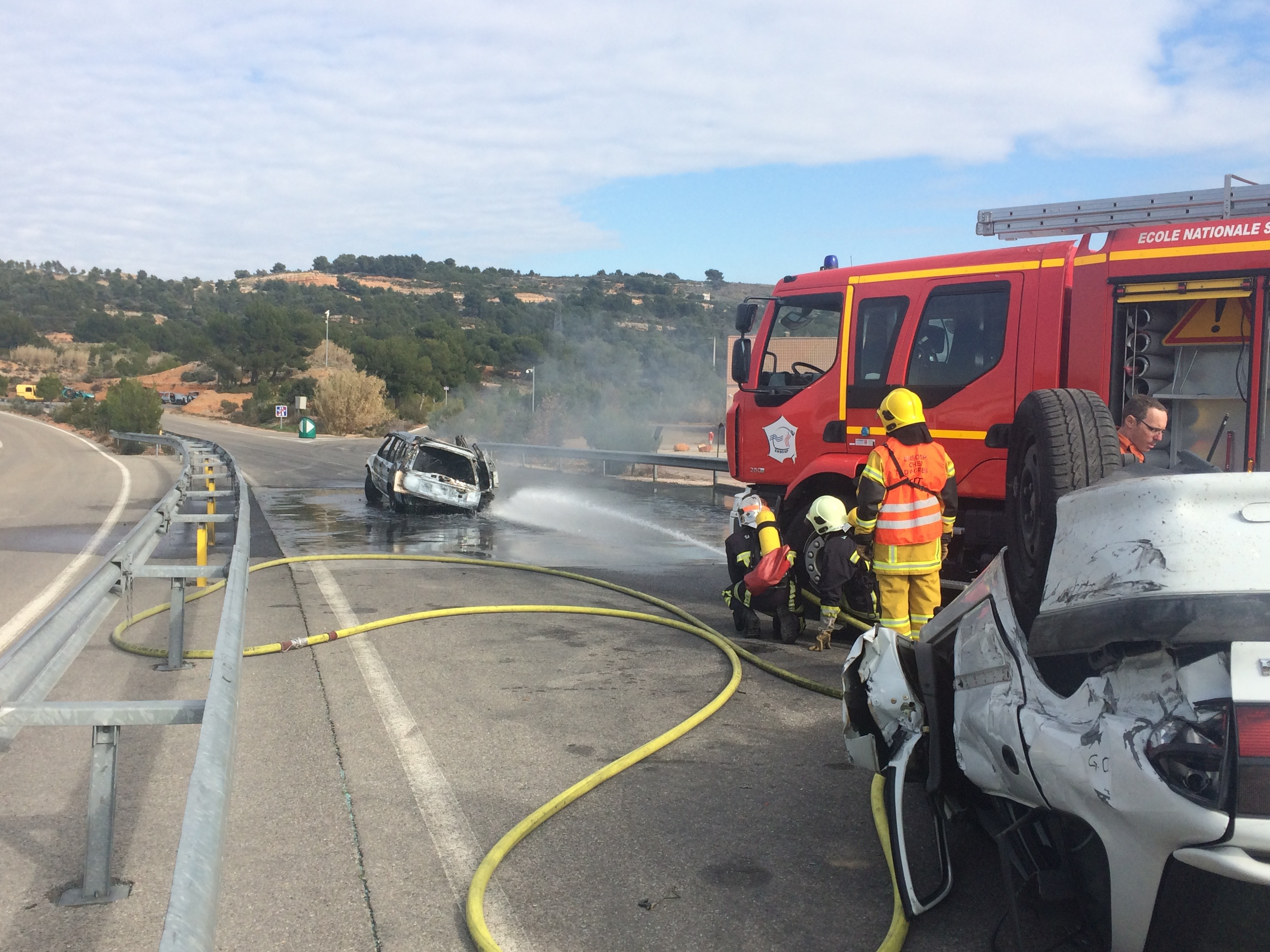
simulation d'un feu de voiture sur autoroute sur le plateau technique de l'ENSOSP, 2016).

2 ateliers « secours routiers et transport matières dangereuses » sur autoroute (400 m d’autoroute sont reproduits), 1 atelier identique au précédent sur une reproduction d’un tronçon de route nationale avec intersection.

### Site d'Oudiné
Rue Oudiné, dans le 13e arrondissement de Paris, l'Ensosp a installé ses locaux pour des formations de prévention des incendies dans les ERP et les IGH, à destination des officiers de sapeurs-pompiers.

## Dates clés
- 1946 : création du Centre national de prévention et de protection contre l'incendie à Paris ;
- 1954 : l’École nationale de protection civile est créée à Nainville-les-Roches, dans l'Essonne ;
- 1977 : création de l’École nationale supérieure des sapeurs-pompiers (ENSSP) à Nainville-les-Roches ;
- 1986 : l'ENSSP devient l’École nationale supérieure des officiers de sapeurs-pompiers (Ensosp) ;
- 1994 : création de l'Institut national d'études de la sécurité civile (INESC), l'école est rattachée à l'institut par décret ;
- 2004 : décret du 7 juin n°2004-502, qui confère à l'école un statut d'établissement public placé sous la tutelle de la direction de la sécurité civile ;
- 2007 : délocalisation de l'Ensosp à Aix-en-Provence et Vitrolles ;
- 2010 : entrée dans les nouveaux locaux du pôle pédagogique.

## Liste des directeurs

### École nationale supérieure des sapeurs-pompiers (ENSSP) puis ENSOSP 1979 - 1994[4]
- Colonel Jean-Paul Savelli : 1979 - 1994

### Institut national d'études de la sécurité civile (INESC) et ENSOSP 1994-2004[4]
- Colonel Jean-Paul Savelli : 28 septembre 1994 - 12 juin 1997 (Arrêté du 28 septembre 1994) [5],[6]

- Colonel Pierre-Philippe Feyzeau : 12 juin 1997 - 31 juillet 2000 (Dirige l'INESC)[6]

- Lieutenant-colonel Michel Marlot : 1er novembre 1997 -  1er août 2000 (Dirige uniquement l'ENSOSP sous le colonel Feyzeau, directeur de l'INESC) [7],[8]

- Colonel François Maurer 1er août 2000 - 15 février 2003 (Dirige l'INESC et l'ENSOSP)[9],[10]

### École nationale supérieure des officiers de sapeurs-pompiers (ENSOSP) depuis 2004
- Colonel Gilles Bazir : 9 septembre 2004  - 31 août 2006 (Décret du 9 septembre 2004)[11]
- Colonel Philippe Bodino : 1er septembre 2006 - 13 janvier 2013 (Décret du 24 août 2006)[12]
- Colonel Francis Mené : 14 janvier 2013 - 14 janvier 2016 (Décret du 14 janvier 2013)[13]
- Colonel François Pradon (Intérim) : 15 janvier 2016 - 30 septembre 2016 (Arrêté du 15 janvier 2016)[14]
- Colonel Hervé Énard : 1er octobre 2016 - 30 septembre 2022 (Décret du 1er septembre 2016)[15]
- Colonel Ludovic Inès (Intérim) : 1er octobre 2022 - 31 décembre 2022 (Arrêté du 30 septembre 2022)[16]
- Contrôleur général Grégory Allione : 1er janvier 2023 - 18 août 2024 (Décret du 9 décembre 2022)[17]
- Colonel Laurent Khil : Depuis le 19 août 2024 (Décret du 9 juillet 2024)[18]